# Veleškovec
Veleškovec es una localidad de Croacia en el municipio de Zlatar Bistrica, condado de Krapina-Zagorje.

## Geografía
Se encuentra a una altitud de 165 m s. n. m. a 45,8 km de la capital nacional, Zagreb.

## Demografía
En el censo 2011, el total de población de la localidad fue de 258 habitantes.